# خليل ماك
خلـيل ماك (بالإنجليزية: Khalil Mack)‏ هو لاعب كرة قدم أمريكية أمريكي، ولد في 22 فبراير 1991 في فورت بيرس في الولايات المتحدة.

## وصلات خارجية
- الموقع الرسمي
- خلـيل ماك على موقع إي إس بي إن.كوم (أن.أف.أل)3
- خلـيل ماك على موقع مرجع كرة القدم المحترفة.كوم (الإنجليزية)
- خلـيل ماك على موقع كلية كرة القدم في سبورتس رفرنس.كوم (الإنجليزية)